# Mike Mansfield
Michael Joseph Mansfield (Nova Iorque, 16 de março de 1903 - Washington, D.C., 5 de outubro de 2001) foi um político e diplomata americano. Democrata, ele serviu como representante (deputado) dos Estados Unidos (1943–1953) e senador dos Estados Unidos (1953–1977) por Montana. Ele foi o líder da maioria no Senado por mais tempo e serviu de 1961 a 1977. Durante seu mandato, ele conduziu os programas da Grande Sociedade no Senado.